# ۴ بهمن
۴ بهمن سیصد و دهمین روز سال در گاه‌شماری خورشیدی است. به پایان سال ۵۵ روز (۵۶ روز در سال کبیسه) باقی‌است.

## رویدادها
- ۱۳۵۰ - پایه‌گذاری کمیته مشترک ضدخرابکاری
- ۱۳۶۳ - نخستین بزرگ‌ترین پیروزی تیم ملی فوتبال ایران در مقابل تیم ملی فوتبال چین
- ۱۳۸۵ - بازگشایی ورزشگاه یادگار امام قم
- ۱۳۸۸ - حادثه ۴ بهمن ۱۳۸۸ فروند توپولف تو-۱۵۴
- ۱۳۹۷ - رقابت ۴ بهمن ۱۳۹۷ تیم ملی فوتبال ایران با تیم ملی فوتبال چین در جام ملت‌های آسیا ۲۰۱۹

## زادروزها
- ۱۲۷۵ - احمد متین دفتری، سیاستمدار
- ۱۲۸۵ - احمد بیرشک، ریاضی‌دان
- ۱۲۹۹ - امیرمختار کریم‌پور شیرازی، شاعر
- ۱۳۰۴ - یدالله بهزاد، شاعر
- ۱۳۰۴ - عبدالرحمان عمادی، نویسنده و پژوهشگر
- ۱۳۰۵ - یوسف اردبیلی، از پیشگامان و مؤسسان رشته راهنمایی و مشاوره در ایران
- ۱۳۰۸ - محمود فرشچیان، نقاش
- ۱۳۰۸ - جهانگیر هدایت، نویسنده
- ۱۳۰۹ - فتحعلی واشقانی، خوشنویس
- ۱۳۱۳ - داریوش شایگان، فیلسوف
- ۱۳۱۳ - تقی وحیدیان کامیار، پژوهشگر و زبان‌شناس
- ۱۳۱۹ - قباد شیوا، گرافیست
- ۱۳۲۲ - اردشیر لارودی، روزنامه‌نگار
- ۱۳۲۴ - کاظم افرندنیا، بازیگر
- ۱۳۳۱ - علی غیور اصلی، نظامی
- ۱۳۳۴ - سوران کردستانی، ایران‌شناس
- ۱۳۴۴ - محمد درویش، پژوهشگر
- ۱۳۴۸ - علیرضا عصار، خواننده
- ۱۳۵۰ - سیروس اسنقی، بازیگر
- ۱۳۵۵ - بهنام تشکر، بازیگر
- ۱۳۶۰ - روح‌الله داداشی، ورزشکار
- ۱۳۶۴ - محمد باقری معتمد، تکواندوکار
- ۱۳۶۶ - ایمان احمدزاده، نوازنده
- ۱۳۶۷ - هنگامه حمیدزاده، بازیگر
- ۱۳۶۹ - پوریا درینی، شطرنج‌باز
- ۱۳۷۲ - محمد محمدی بریمانلو، جودوکار
- ۱۳۷۳ - میثم جودکی، بازیکن فوتبال
- ۱۳۷۷ - امیرحسین اسفندیار، بازیکن والیبال

## درگذشت‌ها
- ۱۱۶۷ - جعفرخان زند، هفتمین پادشاه ایران از زندیان
- ۱۳۵۴ - مرتضی لبافی‌نژاد، از اعضای سازمان مجاهدین خلق ایران
- ۱۳۶۶ - صابر آتشین، بازیگر
- ۱۳۷۷ - ابراهیم صهبا، روزنامه‌نگار
- ۱۳۸۱ - عباس ناظری نیک، بازیگر
- ۱۳۸۸ - فهیمه محبی، مدیر دایرةالمعارف تشیع
- ۱۳۸۹ - محمدعلی حاج‌آقایی، از بازداشت‌شدگان اعتراضات ۱۳۸۸ انتخابات ریاست جمهوری
- ۱۳۸۹ - جعفر کاظمی، از بازداشت‌شدگان اعتراضات ۱۳۸۸ انتخابات ریاست جمهوری
- ۱۳۹۴ - فروزان، بازیگر و گوینده
- ۱۳۹۶ - تقی وحیدیان کامیار، پژوهشگر و زبان‌شناس